# Andrés Cabrero
Andrés Cabrero, właśc. Andrés Nicolás Cabrero Gómez (ur. 4 stycznia 1989 w San Juan) – portorykański piłkarz występujący na pozycji ofensywnego pomocnika, obecnie zawodnik Bayamón.

## Kariera klubowa
Cabrero pochodzi ze stołecznego portorykańskiego San Juan, jednak w młodym wieku wyjechał do Stanów Zjednoczonych, gdzie zaczął uczęszczać do Georgia Southern University. Tam jako osiemnastolatek rozpoczynał swoją karierę w uniwersyteckim zespole o nazwie Georgia Southern Eagles. W 2008 roku powrócił do ojczyzny, rozpoczynając profesjonalną karierę klubową w Puerto Rico Islanders z drugiej ligi amerykańskiej – USL First Division. W lipcu tego samego roku na zasadzie miesięcznego wypożyczenia zasilił drużynę Sevilla FC Puerto Rico, w której rozegrał tylko dwa mecze w lidze portorykańskiej – Puerto Rico Soccer League. Po powrocie do Islanders zajął z nimi pierwsze miejsce w regularnym sezonie, natomiast w fazie play-off zdołał dotrzeć aż do finału. W kolejnym sezonie, 2009, doszedł do półfinału Ligi Mistrzów CONCACAF i finału CFU Club Championship.
W lutym 2010 Cabrero, mimo zainteresowanie z klubów amerykańskich, meksykańskich, francuskich, hiszpańskich, włoskich i brazylijskich, przeszedł do serbskiego drugoligowca FK Teleoptik z siedzibą w stołecznym Belgradzie. Po pół roku powrócił jednak do Portoryka, gdzie podpisał umowę z River Plate Puerto Rico. W sezonie 2010 wywalczył z nim mistrzostwo kraju, po czym odszedł do Puerto Rico United, występującego zarówno w trzeciej lidze amerykańskiej USL Pro, jak i lidze portorykańskiej. W 2012 roku przeszedł do Bayamón FC, z Puerto Rico Soccer League.

## Kariera reprezentacyjna
W seniorskiej reprezentacji Portoryka Cabrero zadebiutował 16 stycznia 2008 w wygranym 2:0 meczu towarzyskim z Bermudami i w tym samym spotkaniu strzelił pierwszego gola w kadrze narodowej. Wystąpił w trzech pojedynkach wchodzących w skład eliminacji do Mistrzostw Świata 2010, na które jego drużyna nie zdołała się jednak zakwalifikować. Z takim samym skutkiem zakończyły się dla Portorykańczyków eliminacje do Mistrzostw Świata 2014, podczas których Cabrero wpisał się na listę strzelców dwukrotnie – po razie w zremisowanej 1:1 konfrontacji z Saint Kitts i Nevis oraz w wygranym 4:0 meczu z Saint Lucia.